# Les Filles d'Olfa
Les Filles d'Olfa er en dokumentarfilm fra 2023 af Kaouther Ben Hania.

## Medvirkende
- Hend Sabri som Olfa
- Nour Karoui som Rahma Chikhaoui
- Ichraq Matar som Ghofrane Chikhaoui
- Majd Mastoura
- Olfa Hamrouni
- Eya Chikahoui
- Tayssir Chikhaoui